# Ouk Mic
Ouk Mic (15 settembre 1983) è un ex calciatore cambogiano, di ruolo portiere.

## Carriera

### Club
Gioca nel campionato cambogiano.

### Nazionale
Tra il 2002 ed il 2011 ha giocato 19 partite con la sua Nazionale.